# ファウジ・グラム
ファウジ・グラム（Faouzi Ghoulam、阿: فوزي غلام, 1991年2月1日 - ）は、フランス・ロワール県サン＝プリエスト＝アン＝ジャレ出身、元アルジェリア代表のサッカー選手。ポジションは主に左サイドバックで、センターバックとしてもプレーできる。

## 人物
アルジェリア人の両親の元に、フランスのサンテティエンヌで生まれた。父はバトナ出身、母はアンナバ出身である。8人の兄弟と2人の姉妹がおり、兄のナビル・グラムは2014年の世界クロスカントリー選手権大会にフランス代表として出場したクロスカントリーの選手である。

## 経歴

### クラブ
地元のクラブであるASサンテティエンヌのユースチームで成長し、2010年にトップチームに昇格。2010年9月22日のクープ・ドゥ・ラ・リーグ、OGCニース戦に途中出場しトップチームデビューすると、同年12月1日のヴァランシエンヌFC戦でリーグ・アン初出場。シーズン後半にはレギュラーとして定着した。2012年7月16日には契約を2年間延長。2013年9月24日のオリンピック・マルセイユ戦でPKを決め初得点を挙げた。
2014年1月31日にイタリア、セリエAのSSCナポリへ移籍し、2018年までの契約を結んだ。2月2日のアタランタBC戦で途中出場しセリエAデビュー。移籍後はナポリの24試合中21試合に出場。コッパ・イタリアでは準決勝のASローマ戦2試合と決勝のACFフィオレンティーナ戦にフル出場し、優勝に貢献した。

### 代表
インタビューなどでアルジェリア代表への興味を語るも、2011年5月にはU-23アルジェリア代表への合流を拒否し、同年10月にはU-21フランス代表でプレーした。
2012年4月にはアルジェリア代表監督のヴァイッド・ハリルホジッチよりヤシン・ブラヒミとともにアルジェリア代表選択を要請され、同年11月16日にアルジェリア代表としてアフリカネイションズカップ2013に出場することを表明した。アフリカネイションズカップではメンバーに選出されたものの出場機会がなかったが、2013年3月26日の2014 FIFAワールドカップ予選、ベナン戦で代表デビュー。フル出場し、ソフィアン・フェグリの先制点をアシストし勝利に貢献した。
2014 FIFAワールドカップに臨むアルジェリア代表メンバーにも選出され、グループリーグ初戦のベルギー戦 と決勝トーナメント1回戦のドイツ戦 にフル出場した。
アフリカネイションズカップ2015初戦の南アフリカ戦で代表初得点を挙げた。

## 代表歴

### 出場大会
- アルジェリア代表
  - 2014 FIFAワールドカップ

### 試合数
- 国際Aマッチ 37試合 5得点（2013年-2017年）[13]

| アルジェリア代表 | 国際Aマッチ | 国際Aマッチ |
| 年               | 出場        | 得点        |
| ---------------- | ----------- | ----------- |
| 2013             | 4           | 0           |
| 2014             | 8           | 0           |
| 2015             | 11          | 4           |
| 2016             | 6           | 1           |
| 2017             | 8           | 0           |
| 通算             | 37          | 5           |

## 獲得タイトル

### クラブ
ASサンテティエンヌ
- クープ・ドゥ・ラ・リーグ：2012-13

SSCナポリ
- コッパ・イタリア：2013-14, 2019-20
- スーペルコッパ・イタリアーナ：2014